# Saint-Florentin (Indre)
Saint-Florentin ist eine französische Gemeinde mit 508 Einwohnern (Stand: 1. Januar 2022) im Département Indre in der Region Centre-Val de Loire. Sie gehört zum Kanton Levroux im Arrondissement Issoudun. Die Einwohner werden Florentinois genannt.

## Geografie
Die Gemeinde Saint-Florentin liegt am Flüsschen Pozon, 23 Kilometer nordwestlich von Issoudun. Zu Saint-Florentin gehören neben der Hauptsiedlung auch die Weiler Charbonnerie, Le Grand Charnay und La Chaponnerie. Angrenzende Gemeinden sind Orville im Norden und Nordwesten, Saint-Outrille im Nordosten, Reboursin im Osten, Vatan im Südosten, La Chapelle-Saint-Laurian im Süden sowie Guilly im Westen. Mit der Kleinstadt Vatan ist Saint-Florentin baulich zusammengewachsen.

## Bevölkerungsentwicklung
| Jahr                       | 1962 | 1968 | 1975 | 1982 | 1990 | 1999 | 2006 | 2012 | 2021 |
| Einwohner                  | 437  | 431  | 399  | 390  | 438  | 449  | 474  | 523  | 518  |
| Quellen: Cassini und INSEE |      |      |      |      |      |      |      |      |      |

## Sehenswürdigkeiten
- Schloss Le Magny

## Persönlichkeiten
- Pierre Vezin (1654–1727), kurhannoverscher Hofviolonist